# Lido di Ostia Levante

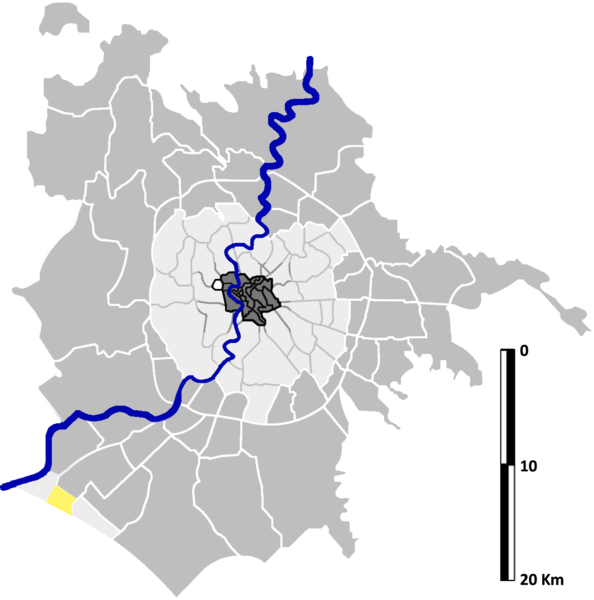
Localisation de Lido di Ostia Levante sur la carte administrative de Rome.

Lido di Ostia Levante est un quartiere (quartier) situé au sud-ouest de Rome, faisant partie de la localité d'Ostia, en Italie. Il est désigné dans la nomenclature administrative par Q.XXXIV et fait partie du Municipio XIII. Sa population est de 36 988 habitants répartis sur une superficie de 3,307 1 km2.

## Géographie
Ce quartier est en bordure de Mer Tyrrhénienne.

## Lieux particuliers
- Église San Nicola di Bari
- Église Santa Maria Regina Pacis
- Palais du Gouvernorat (siège du Municipio X)

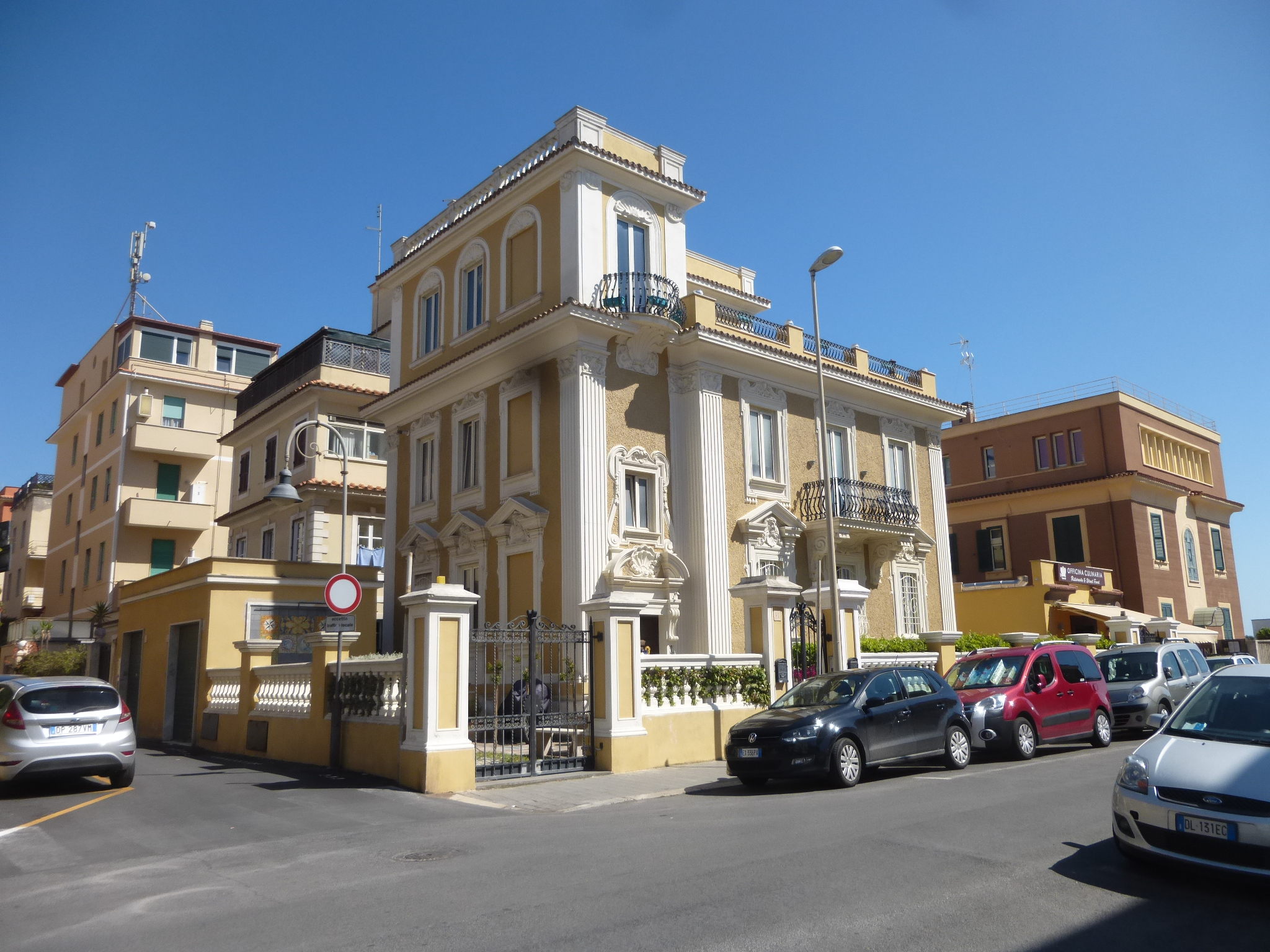
Petit Palais
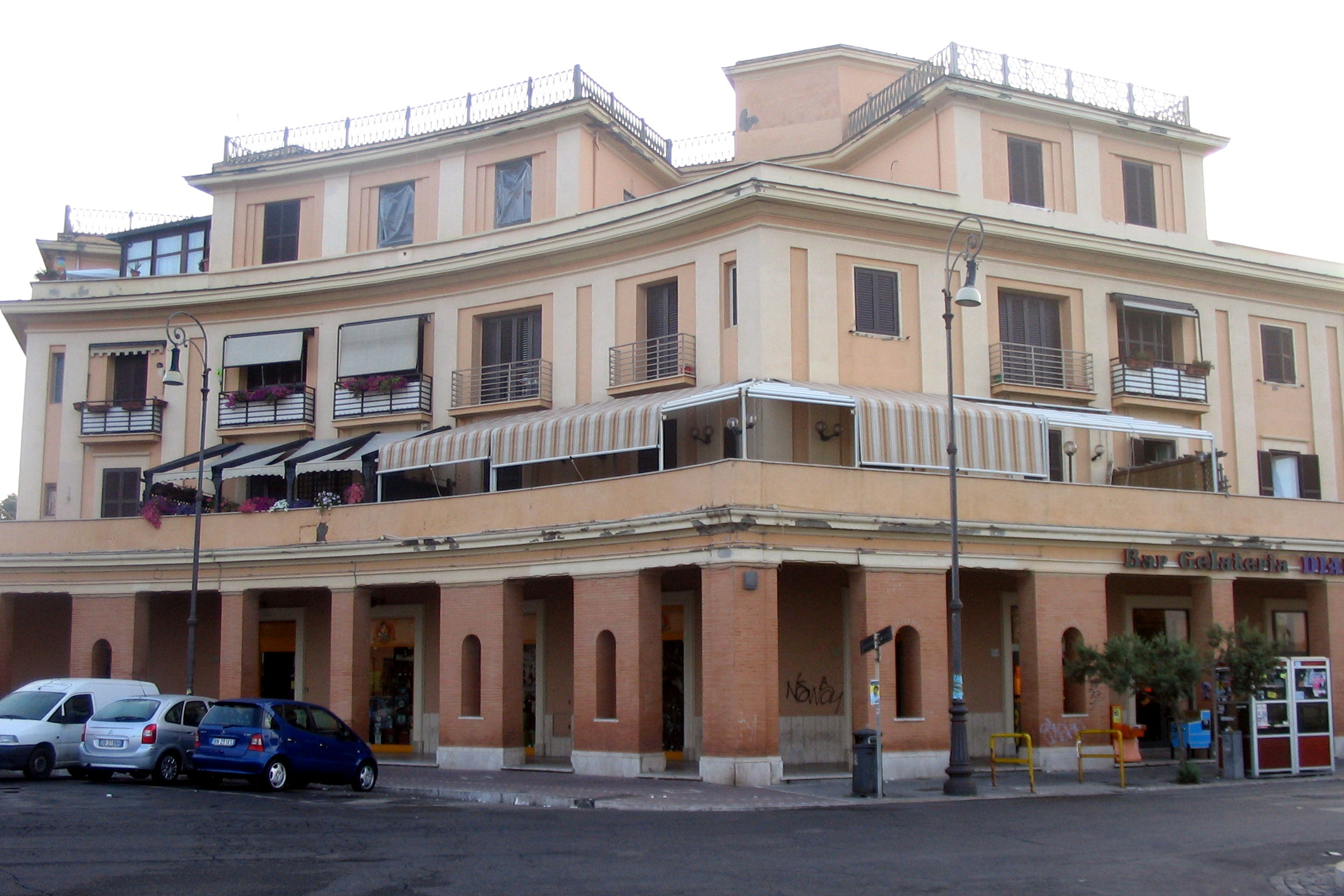
Immeuble
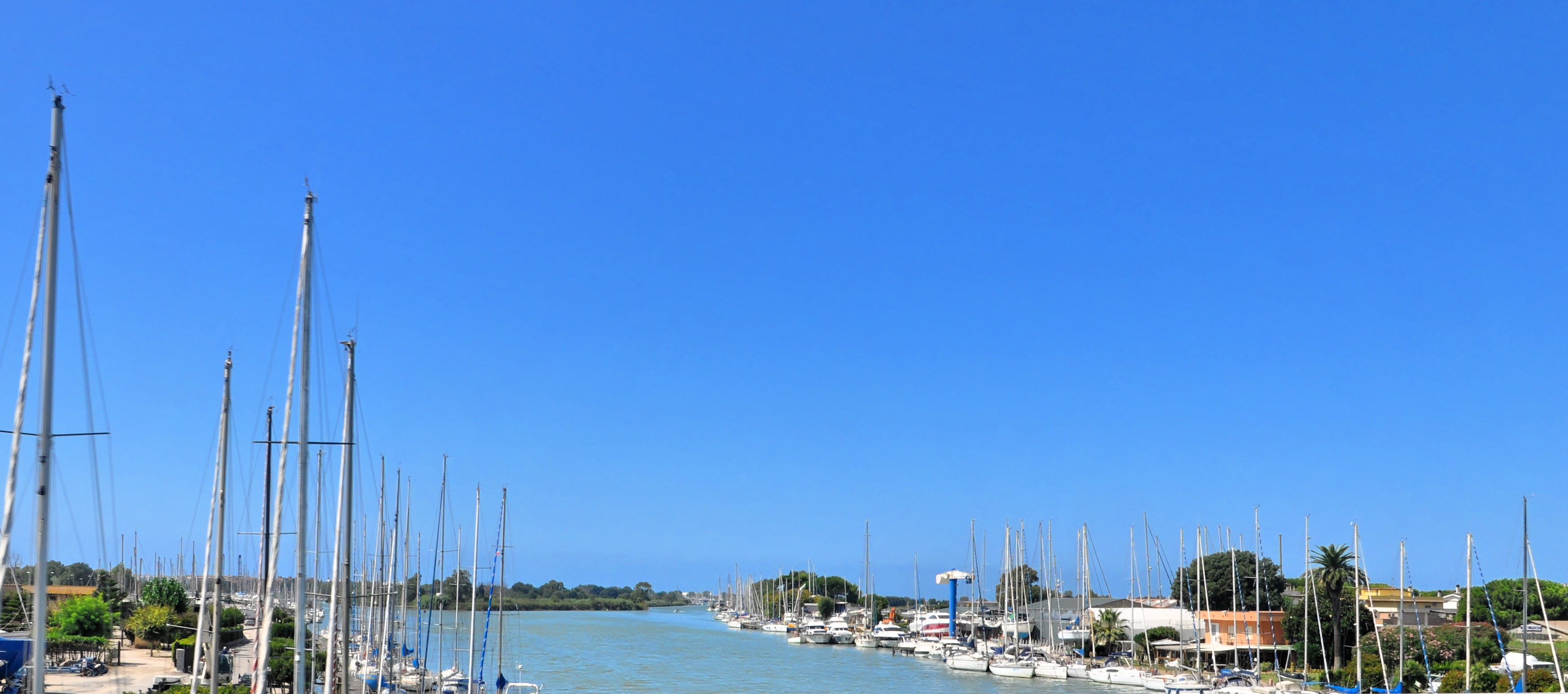
Le Tibre
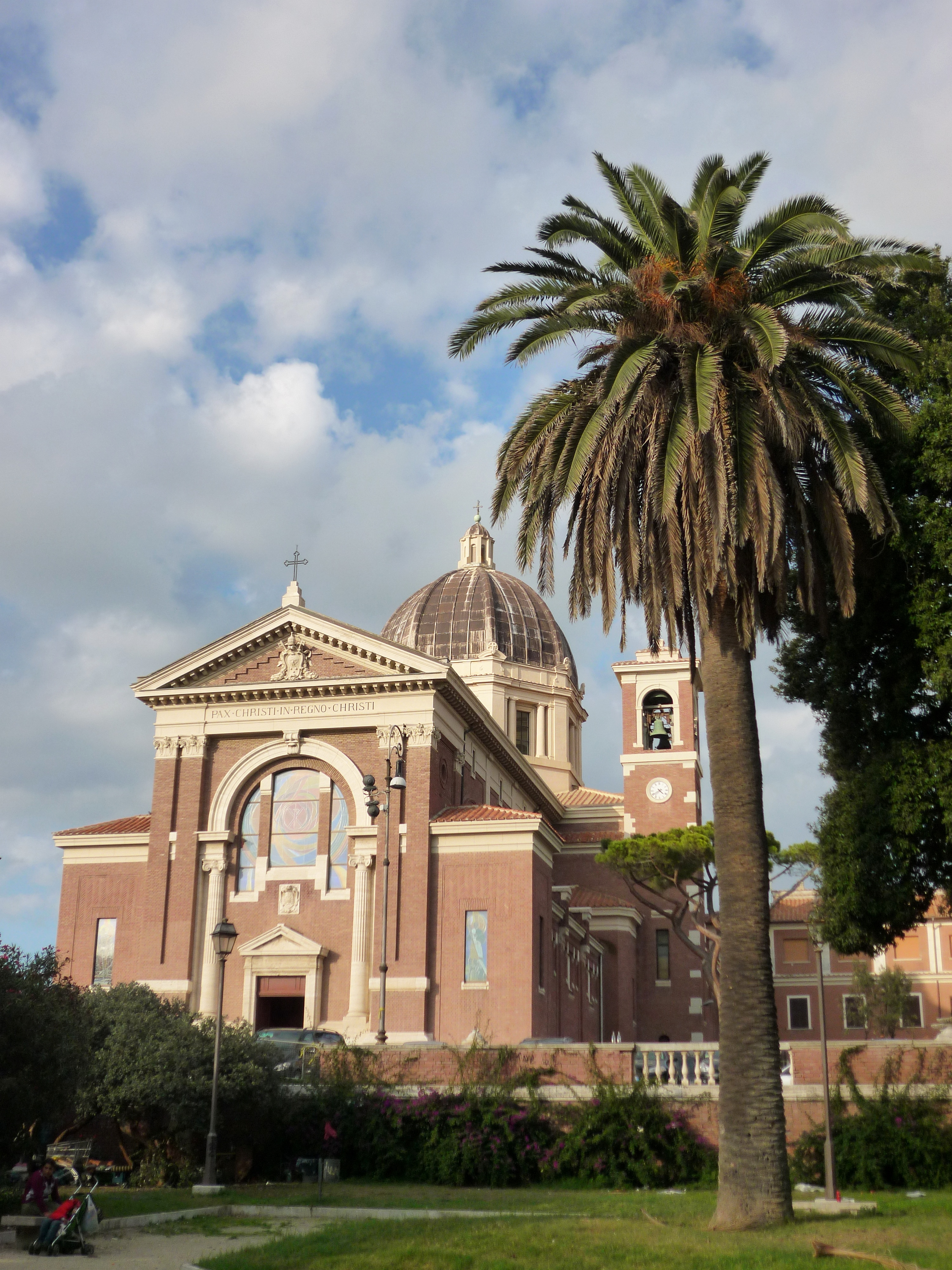
Église Santa Maria Regina Pacis